# Al-Azîz Jamal ad-Dîn Yusuf
Al-Azîz Jamâl ad-Dîn Yûsuf (vers 1423- ?) est un sultan mamelouk burjite qui règne très brièvement en Égypte en 1438.

## Biographie
Al-Azîz Jamal ad-Dîn Yusuf est né le 14 avril 1424. Il est le fils de Barsbay et de Khawand Jolban.
Son règne en tant que sultan mamelouk d'Égypte a été relativement court, s'étendant du 7 juin 1438 au 9 septembre 1438. Bien que sa date de décès exacte ne soit pas clairement établie, on sait qu'il est décédé après l'année 1438.
En 1438, Barsbay décède et laisse le trône à son fils Yûsuf qui n’a que quinze ans et prend le nom d’Al-Azîz Jamal ad-Dîn. À son arrivée sur le trône il fait un don somptueux aux Mamelouks dans le but de s’assurer de leur soutien. Un rival se manifeste en l’atabeg Jaqmaq. Il organise un complot auquel s’opposent les Mamelouks de Barbay installés dans la citadelle. Mais les autres Mamelouks veulent aussi leur part du trésor. Les deux groupes se combattent sans résultat probant. Jaqmaq parvient cependant à prendre le contrôle de la citadelle ce qui lui permet de faire prisonnier Yûsuf et d’obtenir des émirs qu’il soit désigné comme sultan.